# Valdivia
Valdivia er en by og en kommune i Chile. Den er hovedby i Los Ríos-regionen og i Valdivia-provinsen og er opkaldt efter grundlæggeren Pedro de Valdivia. Byen har 127.750 indbyggere, og kommunen har 140.559 indbyggere.
Valdivia ligger ved sammenløbet af flere floder som Calle-Calle og Cau-Cau til floden Valdivia, cirka 15 km øst for stillehavskysten. Byens vigtigste indtjening stammer fra turisme, produktion af papirmasse, skovbrug, metalindustri og ølbrygning. I byen finder man Universidad Austral de Chile (et universitet) og Centro de Estudios Científicos (CECS, et non-profit institut til udbredelse af videnskabelige resultater).
Sammen med øen Chiloé var Valdivia de to sydligste enklaver i det Spanske imperium. I perioden 1645-1740 hørte byen direkte under Vicekongedømmet i Peru, der finansierede byens befæstning, der var et af de mest grundige i den nye verden. I anden halvdel af det 19. århundrede var Valdivia ankomstby for en række tyske immigranter, der fik tildelt land og bosatte sig i området omkring byen. 
Det kraftige jordskælv i 1960 forårsagede voldsomme ødelæggelser på Valdivia. Det er stadig muligt at finde ruiner og murbrokker efter skælvet i byens udkanter, og de ændringer af jordbunden, der fandt sted, gør det fortsat vanskeligt at besejle strækninger af floderne. 

## Demografi
I henhold til folketællingen i 2002 har Valdivia-kommunen et areal på 1.015,6 km² og et indbyggertal på 140.559. Af disse bor 129.952 i byområder (92,5%), mens 10.607 (7,5%) bor i landdistrikter. I perioden 1992-2002 steg befolkningstallet med 15,1%.
Selve Valdivia by havde ifølge samme folketælling 127.750 indbyggere og dækker et areal på 42,39 km², hvilket giver en befolkningstæthed på 3.013,7/km². Kommunen er opdelt i 19 distrikter med en by ud over Valdivia: Niebla med en befolkning på 2.202.

## Geografi
Området omkring Valdivia består af vådområder og land skabt af aflejringer fra floderne. Flere floder samles til Valdivia-floden, der munder ud i Stillehavet omkring 15 km vest for byen. Byen blev grundlagt på flodbredden, men har siden spredt sig også til nogle af vådområderne. Nu om stunder er byen omkranset af bakker på alle sider, bortset fra nord, hvor lavlandet forbinder sig med det flade område ved San José de la Mariquina. Bakkerne er skovklædte med blandt andet beplantninger af douglasgran og eukalyptus. Nogle skovområder anvendes til rekreative formål, mens andre efterhånden er blevet fjernet for at give plads til flere boligarealer. 

## Kultur
Valdivia fremhæves ofte for sine særlige egenskaber, der afviger fra andre chilenske byer. Disse skyldes først og fremmest de to markante historiske forhold, at byen var blandt de først etablerede af de spanske erobrere, og at byen var mål for en markant immigrationsbølge af folk med tyske rødder. Begge disse tidsaldre er synlige i bybilledet. Der er således adskillige velbevarede rester af den spanske befæstning fra det 17. århundrede, og man finder mange træhuse i tysk stil. Tyskland og Spanien har på nuværende tidspunkt konsulater i byen. 
Byen er noget af en turistmagnet, der undertiden kaldes "Sydens perle" eller "Chiles smukkeste by". Hvert år i sommerperioden (januar-februar) arrangeres gratis kulturbegivenheder ved flodbredden i form af koncerter og sport. Man markerer afslutningen af sommersæsonen i midten af februar med "Valdivia-natten" med en natlig parade på floden af både, der er pyntet i henhold til et tema, der vælges hvert år. Der gives præmier til de flotteste både. 
I de senere år er der i byen kommet en stigende interesse i naturen og økoturisme. Der er for eksempel etableret en forening til bevarelse af den sorthalsede svane. Også på universitetet og CECS er der fokus på forskning af naturen som glaciologi og økologi.
I anden halvdel af det 20. århundrede skete der to ting, som byens befolkning havde vanskeligt ved at acceptere. For det første medførte jordskælvet i 1960 voldsomme ødelæggelser, og for det andet medførte etableringen af Chiles regioner i 1970'erne, at Valdivia kom under Los Lagos, hvilket man opfattede som en desavouering af byen, der ikke blev hovedby i regionen (det gjorde i stedet Puerto Montt). Da man i 2007 lavede en justering af regionstrukturen, blev Valdivia-provinsen trukket ud af Los Lagos-regionen og gjort til en selvstændig region (Los Ríos), mens provinsen blev delt i to. Samtidig blev Valdivia hovedby i den nye region, og dette blev modtaget med tilfredshed af byens samfund. 